# Ибн Биби
Насир ад-Дин Хусейн (Яхья) ибн Мухаммед ибн Али Джафари Ругади (перс. ناصرالدین حسین بن محمد بن علی جعفری رغدی‎), более известный как Ибн Биби (перс. ابن بی‌بی‎; ум. не ранее 1285) — персидский историк, хронист государства турок-сельджуков — Конийского султаната.

## Биография
Ибн Биби был сыном писца (мунши) Маджд ад-Дина Мухаммеда, который работал под руководством Шамс ад-Дина Мухаммеда, деда Ала ад-Дина Джувейни. Его мать, Биби Мунаджжима из Нишапура была дочерью Камал ад-Дина Симнани и внучкой факиха Мухаммеда ибн Яхьи. Судя по её прозвищу (перс. Биби Мунаджжима — «Госпожа-астролог»), она занималась астрологией, долгое время служила при хорезмшахе Джелал ад-Дине Мангуберди. После смерти Мангуберди в 1231 году сельджукский правитель Кей-Кубад I перевёз её вместе с мужем и сыном из Сирии в Конью.
Сам Ибн Биби не оставил информации о роде своих занятий, но безымянный автор эпитомы к труду «аль-Авамир аль-алаийя» назвал его малик-и диван-и тугра (перс. مالك ديوان طغرى‎) — директором канцелярии, которая занималась подготовкой государственных и провинциальных документов. Точные даты его рождения и смерти неизвестны, но в 1285 году он был всё ещё жив.

## Хроника Ибн Биби
Единственным трудом Ибн Биби является хроника «Аль-Авамир аль-алаийя фи-ль-умур аль-алаийя» (перс. الاوامرالعلائیه فی امورالعلائیه‎), написанная по просьбе известного историка Ала ад-Дина Джувейни. Повествование начинается с правления Гияс ад-Дина Кей-Хосрова I (1192—1196 и 1204—1210 годы) и доходит до времён правления Гияс ад-Дина Масуда II (1283—1298 и 1303—1308 годы). У автора не было сведений о периоде до начала правления Кей-Кубада I, поэтому он ограничился лишь кратким описанием. О последующих же событиях он рассказывает много и детально, основываясь на том, что он сам видел и слышал. Несмотря на утверждения Ибн Биби о том, что он написал свой труд полностью основываясь на собственных наблюдениях, ясно, что в некоторых местах он использовал «Сельджук-намэ» Кани‘и Туси (перс. قانعی طوسی‎) в стихотворной форме.
Помимо полной версии «аль-Авамир аль-алаийя фи-ль-умур аль-алаийя», существует также эпитома, написанная неизвестным автором при жизни Ибн Биби и названная «Сельджук-намэ». Первый вариант был опубликован в факсимиле Аднаном Садыком Эрзи в 1956 году в Анкаре. Из-за трудностей в прочтении факсимильного издания Аднан Эрзи и Неджати Лугал решили выпустить наборное издание, но работа была завершена лишь частично (часть до восшествия на престол Кейкубада в 1219 году) и опубликована в 1957 году.
Сокращённая версия хроники Ибн Биби была опубликована Мартином Хаутсмой как четвёртый том «Recueil de textes relatifs à l’histoire des Seljoucides» («Сборник текстов по истории Сельджукидов»). Перевод на турецкий язык, опубликованный в 1941 году в Анкаре выполнил Мехмет Нури Генчосман (Anadolu Selçuki devleti tarihi. Ibn Bibi farsça muhtasar Selçuk-namesinden). Перевод полной версии на турецкий (османский) язык (осман. تواريخ آل سلچوق‎, «Таварих Ал-и Сельджук»), выполненный Языджыоглу Али во времена правления Мурада II (1421—1451), был опубликован Хаутсмой в третьем томе «Recueil».